# Augustus Egg
Pour les articles homonymes, voir Egg.

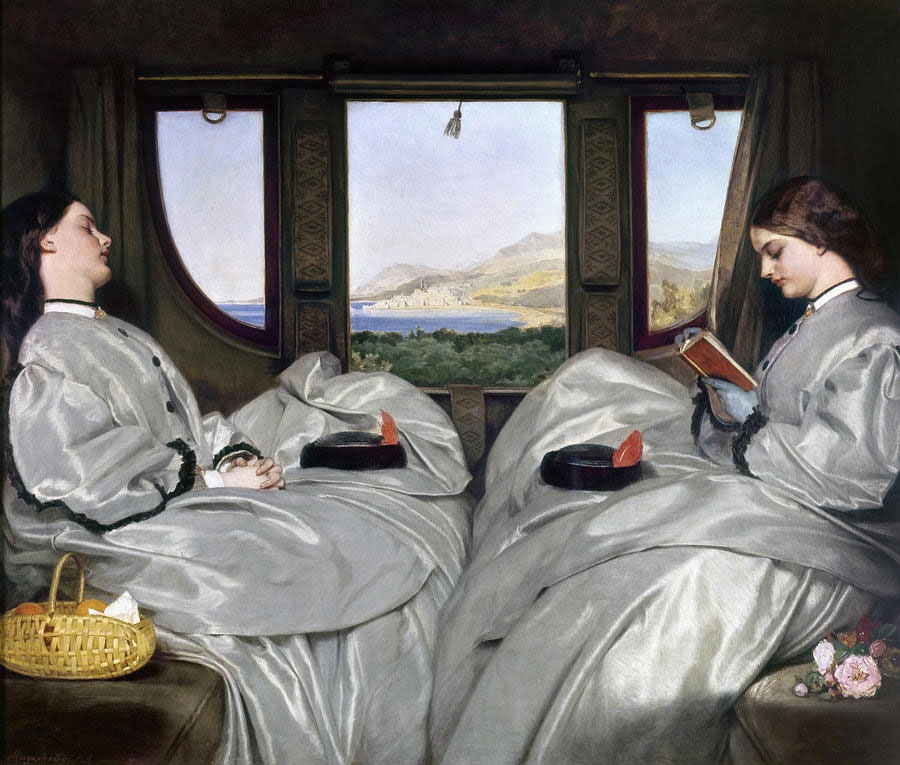
Augustus Egg, Les Compagnes de voyage (The Travelling Companions, 1862)

Augustus Leopold Egg (2 mai 1816 – 26 mars 1863) est un peintre britannique de l'époque victorienne. Egg est principalement connu pour son triptyque dickensien Passé et Présent (Past and Present, 1858), qui décrit la décomposition d'une famille de classe moyenne à l'époque victorienne, et son tableau Les Compagnes de voyage (The Travelling Companions, 1862), qui représente deux voyageuses quasi identiques ayant donné lieu à d'innombrables interprétations.

## Biographie
Augustus Egg est né le 2 mai 1816 à Londres, en Angleterre, au Royaume-Uni. Fils d'un riche armurier, il est éduqué dans les écoles de la Royal Academy, à partir de 1836. Il est membre de la Clique, un groupe d'artistes fondé par Richard Dadd en 1837. Il cherche à combiner un certain succès avec un engagement social et politique, dans la lignée de son ami Charles Dickens. Avec lui, il fonde la Guild of Literature and Art, une organisation philanthropique dont le but est de récolter des fonds pour les artistes et écrivains en difficulté. Il obtient le premier rôle d'une pièce d'Edward Bulwer-Lytton à cette fin, et on peut voir son autoportrait dans ce rôle à l'Hospitalfield House à Arbroath.
Ses premières peintures sont généralement des illustrations de la littérature. Comme les autres membres de la Clique, il se voit comme un disciple de Hogarth. Son intérêt pour des thèmes moraux hogarthiens apparaît nettement dans ses tableaux The Life et The Death of Buckingham, qui décrivent la vie dissolue et la mort sordide du duc de Buckingham, qui soutient la Restauration. Mais il sait aussi souvent regarder avec humour ses sujets, comme dans son Queen Elizabeth Discovers she is no longer Young, 1848 ("la Reine Elizabeth découvre qu'elle n'est plus très jeune").
Contrairement à la plupart des autres membres de la Clique, Egg admire aussi les Pré-Raphaëlites, et achète des travaux du jeune William Holman Hunt et discute de théorie des couleurs avec lui. Son célèbre triptyque dickensien Passé et Présent (Past and Present, 1858) est influencé par Hunt : dans une scène, il présente une famille de classe moyenne, prospère, et dans les deux autres deux jeunes filles dans une chambre et une femme sans-abri tenant un bébé. Un ensemble d'indices lie les trois scènes ensemble, qui devait indiquer que la famille aisée du centre est en voie de décomposition par la faute de la mère, adultère. La femme sans-abri et son enfant sont les mêmes que ceux au centre, quelques années plus tard, vivant dans la pauvreté. L'utilisation du flash-back, la scène centrale se situant dans le passé, est vue comme une anticipation du cinéma.
Egg est aussi un directeur d'expositions actif, admiré par ses collègues pour son sérieux. Il est l'un des organisateurs du Manchester Art Treasures Exhibition en 1857. Il est élu à la Royal Academy trois ans plus tard, le 24 mai 1860.
Constamment malade, il passe ses dernières années dans le climat plus doux d'Europe continentale. Il y peint Les Compagnons de voyage (The Travelling Companions, 1862), représentant deux jeunes femmes quasi-identiques (assises en vis-à-vis dans un compartiment de train sur la côte de Menton, l'une dort et l'autre lit) et qui a donné lieu à d'innombrables interprétations (comme : une tentative pour représenter deux côtés de la même personne ; une allégorie du type l'Oisiveté et le Travail, comme "Le Zèle et la Paresse" de son inspirateur Hogarth ; le thème de l'alter ego et du double, voire une illustration littéraire du doppelgänger des contes d'E.T.A. Hoffmann ; diverses oppositions comme le dionysiaque/apollinien de Plutarque puis Nietzsche, le ça/surmoi de Freud ; etc). Egg mourut à Alger le 26 mars 1863.
Membre du groupe d'amis de Dickens et Wilkie Collins, Egg figure dans leur correspondance. Il participe, en tant qu'acteur et créateur de costumes, à leurs pièces amateurs, souvent réalisées à des fins philanthropiques. En janvier 1857 il joue dans la pièce de Collins The Frozen North, aux côtés de Dickens, qui est jouée chez lui. La pièce est aussi jouée devant la reine Victoria, et continuée par charité.

## Galerie

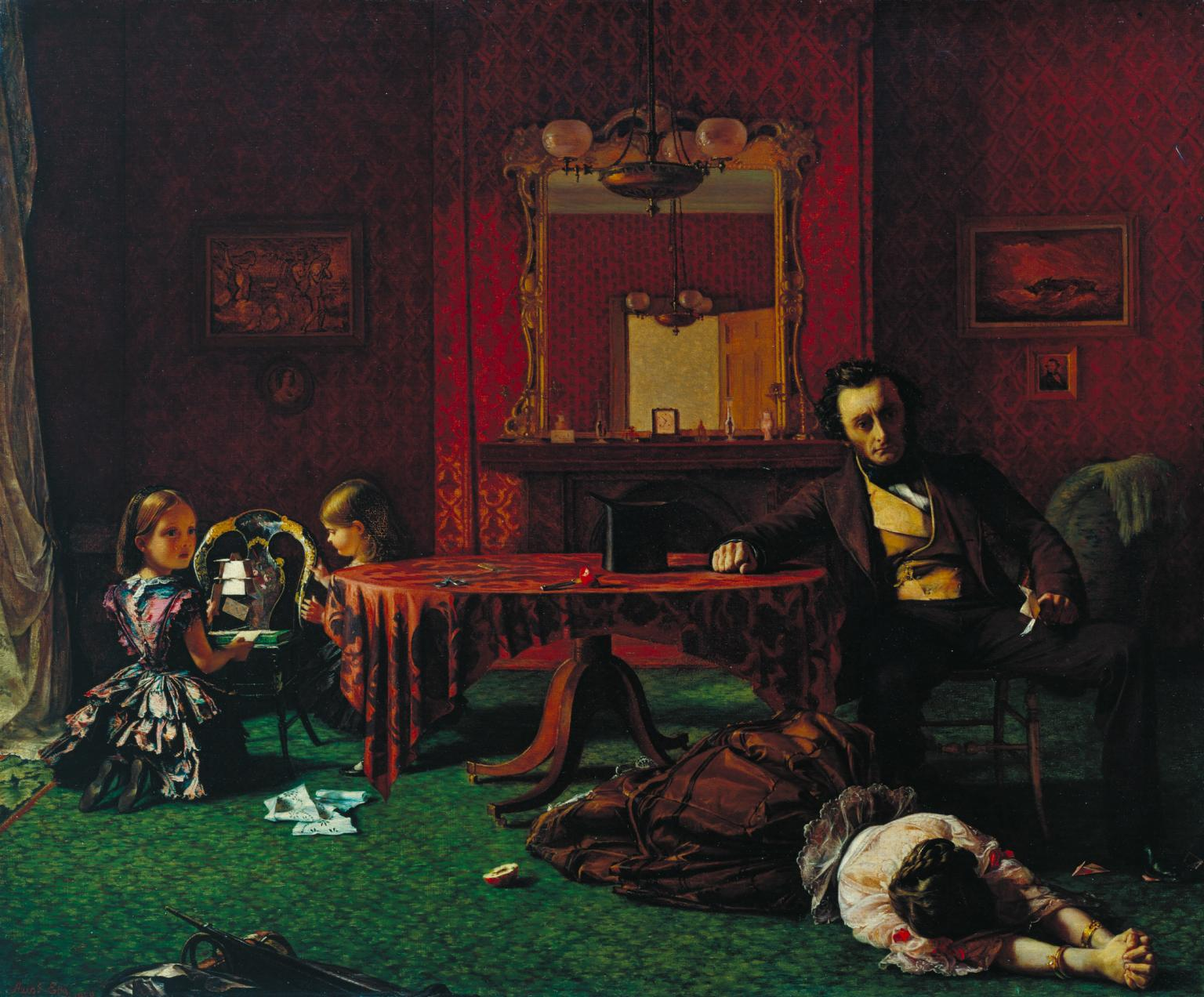
Past and Present I
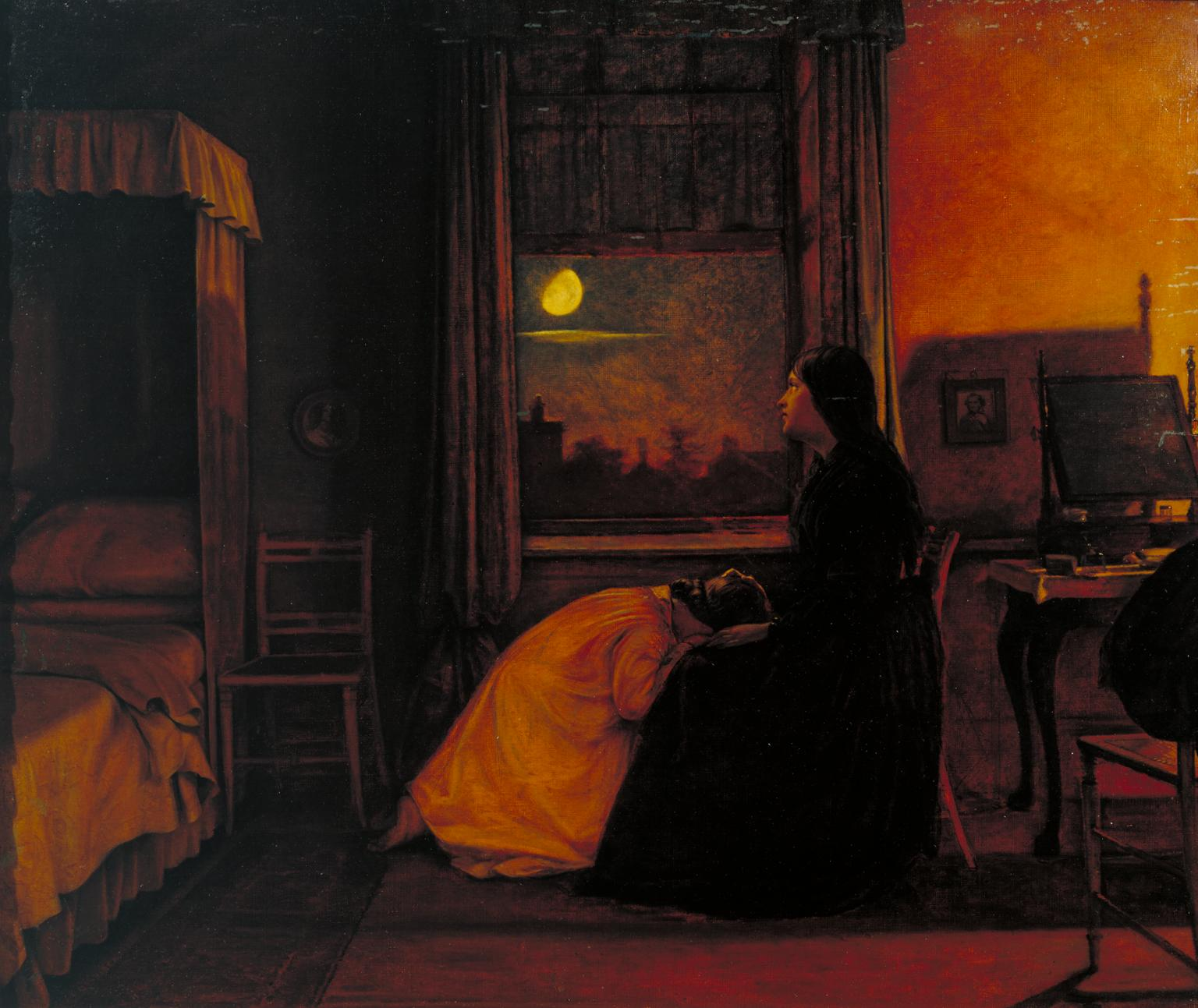
Past and Present II
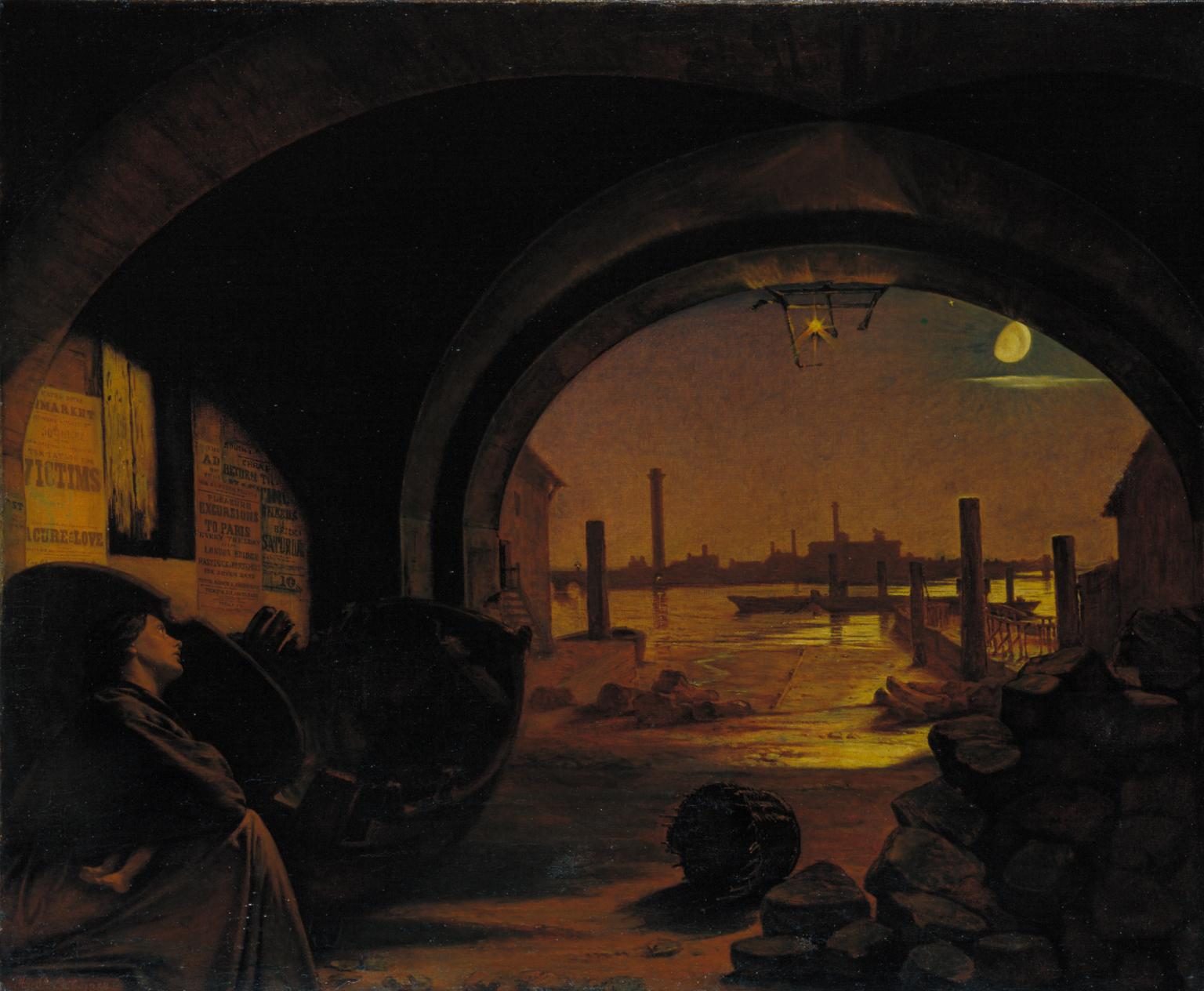
Past and Present III
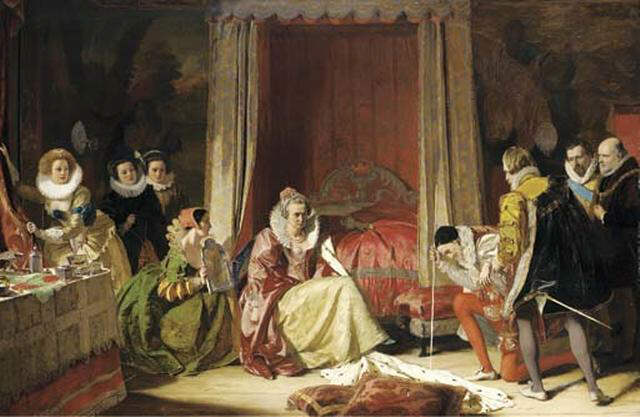
Queen Elizabeth discovers she is no longer young
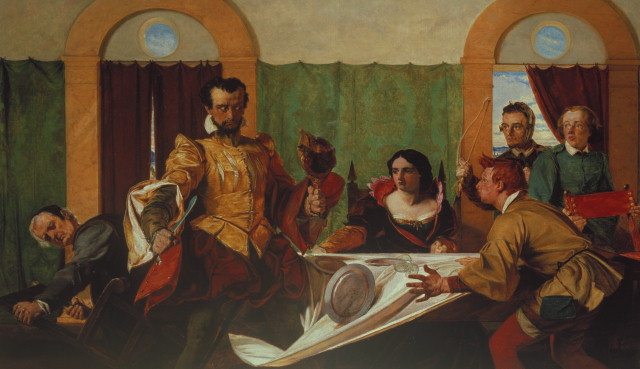
Taming of the shrew

## Sources
En langue anglaise : 
- Collins, Wilkie. Letters of Wilkie Collins. Édité par William Baker and William Malpas Clarke; London, Palgrave Macmillan, 1999
- Cowling, Mary. Victorian Figurative Painting. London, Andreas Papadakis Publisher, 2001
- Ley, J. W. T. The Dickens Circle: A Narrative of the Novelist's Friendships. New York, E. P. Dutton, 1919
- Valentine, Helen, ed. Art in the Age of Queen Victoria: Treasures from the Royal Academy of Arts Permanent Collection. New Haven and London, Yale University Press/Royal Academy of Arts, London, 1999